# Yeşilköy, Tefenni
Yeşilköy là một xã thuộc huyện Tefenni, tỉnh Burdur, Thổ Nhĩ Kỳ. Dân số thời điểm năm 2010 là 458 người.